# Zodiak Media Group
Zodiak Media Group é uma produtora e distribuidora de conteúdo para TV, rádio, novas mídias e cinema. Foi formada em junho de 2010, quando RDF Media Group foi adquirida pela empresa, e fundiu-se com Zodiak Entertainment. 
A empresa produziu cerca de 6.000 horas de conteúdo em 2010 e está no negócio com mais de 250 emissoras em todo o mundo, dentre elas está o SBT que comprou os direitos de transmissão do programa Cante se Puder.

## Zodiak Entertainment
Em 2008, o italiano De Agostini Group adquiriu Zodiak Television e fundiu-o com Marathon Media Group e Magnolia Group para formar Zodiak Entertainment. Em julho de 2010 após uma fusão com a RDF Media, Zodiak Entertainment foi rebatizada para Zodiak Media Group.
Zodiak's films incluem Os Homens que Não Amavam as Mulheres, baseado no best-seller de Stieg Larsson "Os Homens que Não Amavam as Mulheres".

## RDF Media
Atividades de produção RDF incluem fazer programação de entretenimento, reality shows, programação, comédia, drama e programação infantil. Isto é feito através de empresas do grupo de conteúdos; RDF Television, IWC Media, Touchpaper Television, The Foundation, The Comedy Unit, Presentable e RDF Contact. RDF contém divisão de conteúdo também produz conteúdo para plataformas não-padrão de TV.

### RDF Television
A RDF Television é a maior empresa de produção no Media Group Zodiak. Possui escritórios em Oeste de Londres e Bristol. Foi fundada em 1993 e estabeleceu uma reputação excelente para a produção de programas populares e inovadores de todos os gêneros de programação de Lazer, Entretenimento, Comédia e Documentários.
Nos últimos anos, a programação da RDF Television ganhou o Rose d'Or de Montreux e Golden Rose of Lucerne (Prêmio da Europa de Entretenimento), um Emmy Internacional, bem como numerosos BAFTA, Royal Television Society, e prêmios na Broadcast. As Mostra-chave incluem: Wogan's Perfect Recall, 'How the Other Half Live, SShipwrecked: Battle of the Islands, Wife Swap, e Scrapheap Challenge (Channel 4); Dickinson's Real Deal, A Night for Heroes: The Military Awards, and The Truth About... (ITV1); Ladette to Lady (ITV1/Network 9); Oz & James Drink to Britain (BBC Two).

## Zodiak Rights
Zodiak Rights é a distribuição Zodiak e contém negócios de exploração de conteúdos. Ela está envolvida na venda de programas de TV e formatos para emissoras em todo o mundo, bem como alavancar o valor dos direitos de conteúdo e marcas através do licenciamento e merchandising.

### Zodiak USA
Zodiak EUA (anteriormente RDF EUA) é o braço dos EUA do Zodiak Media Group; os escritórios da companhia estão localizadas em Los Angeles e Nova York.